# Cecco/Allende
Nel 1981 Léo Ferré realizzò una sua versione del sonetto S'i' fosse foco di Cecco Angiolieri in un 45 giri intitolato Cecco/Allende, il brano fu inserito nella riedizione del 2000 della raccolta La musica mi prende come l'amore.
Il sonetto era stato riproposto al grande pubblico da Fabrizio De André nel 1968. La musica della versione di Leo Ferré tuttavia è originale ed è molto diversa da quella del cantautore genovese.

## Allende
Quand le bleu relatif de la mer pâlira,

Quand le temps relatif aussi s'évadera

De cette équation triste où le tiennent des cons,

Qu'ils soient mathématiques avec Nobel ou non,

C'est alors c'est alors que nous réveillerons

Allende Allende Allende...»
quando l'azzurro relativo del mare impallidirà,

quando anche il tempo relativo evaderà

da questa triste equazione dove lo tengono degli idioti,

siano essi dei matematici col premio Nobel o no,

sarà allora, sarà allora che lo sveglieremo.

Allende, Allende, Allende...»
(Léo Ferré, "Allende", 1977)
Il brano con il testo in francese era stato composto nel 1977, in concomitanza con l'esplosione del movimento del Settantasette, ed era dedicata a Salvador Allende il presidente del Cile che aveva sacrificato la sua vita in difesa della democrazia nel suo paese.

## Tracce
- Cecco (S'i' fosse foco arderei lo mondo), Cecco Angiolieri, Léo Ferré
- Allende, Léo Ferré, Jean Ferrat e Maurice Vandair